# Communauté de communes de Marigny
La communauté de communes de Marigny est une ancienne communauté de communes française, située dans le département de Manche en région Basse-Normandie.

## Historique
La communauté de communes du canton de Marigny a été créée le 28 décembre 1992.
Le 28 décembre 2001, elle change de nom et devient la communauté de communes de Marigny.
La commune de Carantilly quitte la communauté au 1er janvier 2013 pour rejoindre celle du canton de Canisy car elle ne voulait pas être absorbée par le grand Saint-Lô (Saint-Lô Agglo).
Au 1er janvier 2014, elle fusionne avec la communauté de communes de la région de Daye, la communauté de communes du canton de Tessy-sur-Vire, la communauté de communes du canton de Torigni-sur-Vire, la communauté de communes de l'Elle, la communauté de communes de la région de Daye et la communauté d'agglomération Saint-Lô Agglomération. L'établissement public de coopération intercommunale ainsi formé prend le nom de Saint-Lô Agglo et intègre la commune de Domjean.

## Composition
L'intercommunalité fédérait onze communes (dix du canton de Marigny, une du canton de Saint-Sauveur-Lendelin) :
- La Chapelle-en-Juger
- Hébécrevon
- Le Lorey (canton de Saint-Sauveur-Lendelin)
- Lozon
- Le Mesnil-Amey
- Le Mesnil-Vigot
- Le Mesnil-Eury
- Marigny
- Montreuil-sur-Lozon
- Remilly-sur-Lozon
- Saint-Gilles

## Administration
Au moment de sa dissolution, elle était présidée par Philippe Gosselin, maire de Remilly-sur-Lozon.
| Période      | Période       | Identité          | Étiquette | Qualité                    |
| ------------ | ------------- | ----------------- | --------- | -------------------------- |
| janvier 1993 | 1995          | Jacques Lapeyre   |           | Maire de Marigny           |
| 1995         | avril 2001    | Jean Gorréguès    |           | Maire de Saint-Gilles      |
| avril 2001   | décembre 2013 | Philippe Gosselin | UMP       | Maire de Remilly-sur-Lozon |